# جرینیو
جرینیو (به ایتالیایی: Grigno) یک کومونه در ایتالیا است که در ترنتینو واقع شده‌است.

## خصوصیات
جرینیو ۴۶٫۴ کیلومترمربع مساحت و ۲٬۳۰۳ نفر جمعیت دارد و ۲۶۳ متر بالاتر از سطح دریا واقع شده‌است.